# Alfred Cartier
Pour les articles homonymes, voir Cartier.
Alfred Louis François Cartier (17 février 1841-15 octobre 1925) est un joaillier-horloger, fils de Louis-François Cartier, fondateur de l'entreprise de luxe Cartier.

## Biographie
Louis François Cartier (1755-1793/94), dont :
- Pierre Cartier (1787-1865), dont :
  - Louis-François Cartier (1819-1904) marié à Antoinette Guermonprez (° ~ 1820-    ), fondateur de la maison Cartier au 29, rue Montorgueil à Paris, dont :
    - Alfred Cartier (1841-1925), qui trente ans plus tard, en 1874, il confie la direction de la maison à son fils Louis Joseph Cartier. L'entreprise change alors de nom et devient Alfred Cartier & Fils. Ce dernier, s'associe à son fils Louis Cartier en 1898, fait prospérer la maison jusqu'à s'installer à son adresse actuelle rue de la Paix, en 1899.
      - Marié à Amélie Alice Griffefeuille (1853-1914) avec qui il eut quatre enfants, 3 fils et une fille :
      - Louis Joseph Cartier (1875-23 juillet 1942), marié une première fois le 30 mars 1898 à Andrée Caroline Worth (1881-1939), dont il a divorcé et avec laquelle il eut deux enfants :
        - Anne Marie mariée à René Révillon ;
        - René Louis Michel.
        - Puis s'est remarié en 1924 avec la comtesse hongroise Jacqueline Almassy, dont trois enfants :
        - Claude (1925-1975) marié à Rita Salmona ;
        - Alain ;
        - Véronique.

      - Pierre Camille Cartier (10 mars 1878-27 octobre 1964), marié à Elma Rumsey, dont six enfants :
        - Marion (1912-1994) mariée à Pierre Claudel ;
        - Violaine ;
        - Dominique ;
        - Marie-Pierre ;
        - Michèle ;
        - Pierre.

      - Jacques-Théodule Cartier (1884–1941[1]) (ne doit pas être confondu avec Jacques Cartier (1907-2001) graveur médailleur), marié à Anna Margaretha Nelly Harges, dont quatre enfants :
        - Jacqueline ;
        - Alice ;
        - Jean-Jacques (1920-2011) ;
        - Harjes.

      - Suzanne (1885-1960), mariée à Jacques Worth (1882-1941), dont quatre enfants :
        - Roger ;
        - Hélène ;
        - Maurice ;
        - Gérard.

Fort du succès de l'entreprise, Alfred Cartier décide de développer l'activité internationale en confiant à chacun de ses trois fils la responsabilité d'un pôle. Louis Joseph Cartier (1875-1942) s'occupe de la maison parisienne, Pierre Camille Cartier (1878-1964) est envoyé à New York en 1909 et Jacques-Théodule Cartier (1884–1941), s'installe à Londres en 1902.